# 통신공학
통신공학(通信工學)은 전기적 신호를 이용하여 다양한 형태의 정보교환을 구현하는 공학분야를 지칭한다. 포괄적인 범주의 통신은 인류 역사와 함께 다양한 형태로 이루어져 왔으며, 이에는 인간의 언어, 문자가 포함된다. 통신공학은 인류가 발명한 정보교환 수단 중에서 주로 전기적 신호를 기반으로 하는 통신방식을 다룬다.

## 통신의 역사 개요
전기적 신호를 사용한 통신에 대한 연구는 19세기에 이루어지고 있었으나, 1876년 그레이엄 벨이 실용 가능한 전화기 발명에 성공한 이후에 본격적인 현대적 정보통신의 역사가 시작되었다고 볼 수 있다. 전자기파 부문에서는 전자 공학과, 컴퓨터나 전자 기기가 이것을 수용하는 데에는 컴퓨터 과학이 필요하여 양쪽의 학문 합쳐지는 학문이라는 개념 측면에서 컴퓨터 공학과 비슷하거나 연관이 깊다.
그레이엄 벨은 1877년 벨 전화회사(Bell Telephone Company)를 설립하여 전화통신망을 구축하기 시작했다. 이후 음성전화기가 널리 보급되어 사용되기 시작했다. 벨 전화회사는 장거리전화설비를 위한 회사를 자회사로 설립했는데, 이 회사가 AT&T이다. 유선통신기술은 음성만이 아닌 다양한 미디어 정보교환이 가능한 현대의 통신기술로 발전해왔다.
마르코니가 1896년 무선통신 개발에 성공하고, 1897년 런던 마르코니 무선전신사를 설립함으로써 무선통신이 개시되었다. 무선통신기술은 현대의 무선이동통신으로 발전하였다.
통신기술의 비약적 발전은 디지털 기반 통신기술의 등장이 그 계기가 되었다.
디지털통신기술은 1960년대 등장하기 시작했고, 이어 디지털 통신망이 구축되기 시작했다. 초기의 디지털 통신망은 컴퓨터간 디지털 통신망으로 활용되었다. 미국의 ARPANET이 1969년 구축되었다. 당시 ARPANET은 미국 전역에 분산되어 있던 연구소와 대학교의 컴퓨터를 연결하는 패킷교환망을 기반으로 하였다. ARPANET은 현대의 인터넷으로 발전하였다.
디지털통신기술 개발의 혁신적인 의미는 음성통신에 국한되었던 통신의 대상이 디지털 정보로 표현할 수 있는 모든 가능한 종류의 정보로 확대될 수 있다는 점에 있다고 볼 수 있다. 디지털 정보로 표현된 정보는 컴퓨팅 처리에 의해 디지털 통신을 통해 용이하게 전달될 수 있게 되었다. 이에 따라 현대 통신망 즉 네트워크는 이미 디지털 기반의 통신망으로 진화된 상태이며 통신망의 기반을 이루는 통신장비 역시 모두 컴퓨팅 요소를 지닌 장비로 구성되고 있다.
현대 정보통신에서 멀티미디어 통신을 지향함은 음성, 동영상, 정지영상, 각종 데이터 정보의 교환이 디지털 통신망을 통해 통합적으로 처리될 수 있는 정보통신 환경의 구축을 지향하고 있음을 의미한다.
디지털 통신은 차세대 통신환경이 다양한 형태의 통신 미디어 융합(convergence)으로의 진화를 가속화하고 있다. 기존의 각 목적별로 구축된 유선통신망들과 무선이동통신망들이 하나의 통합된 디지털 통신망으로 융합하고, 하나의 통합망에서 다양한 통신서비스를 제공하는 것이 차세대 정보통신망이 지향하는 모습이다.
미국의 ARPANET으로부터 진화한 인터넷은 1990년대 WWW의 등장으로 그 구축과 활용이 급속히 확장되어 현재에는 모든 종류의 통신망이 하나로 융합될 수 있는 기반 통신망으로 성장하게 되었다.
인터넷은 IP(Internet Protocol)을 기반으로 하는 데이터 통신망이다. 초기 인터넷에 적용된 IP는 IPv4(Inernet Protocol version 4)이며 현재까지 인터넷 기반 프로토콜로써 기능하고 있다. 그러나 IPv4는 IP 주소가 제공할 수 있는 주소의 한계, 상업적 용도로써 적용하기에는 미흡한 보안기능, 통신품질 제어기능 등의 문제를 안고 있었다. 차세대 인터넷을 준비하면서 인터넷 표준기구인 IETF(Internet Engineering Task Force)에서는 차세대 인터넷 프로토콜인 IPv6(Internet Protocol version 6)의 표준안을 제정하였다. 향후 인터넷은 기존의 IPv4 기반 인터넷망과 IPv6 기반 인터넷망이 공존하는 오랜 기간을 거쳐 IPv6 기반 인터넷으로 발전하게 될 전망이다.
또한 IPv6 기반의 인터넷망은 유선-무선 통신, 방송-통신, 음성-데이터 통신의 융합통신망을 구현하는 기반 통신망으로 자리할 예정이다.

## 통신 공학의 분야

### 기초적인 수학
- 미적분
- 공업수학
- 선형대수
- 이산수학
- 수치해석
- 확률론
- 통계학

### 이론적인 통신공학
- 통신이론
- 암호학
- 대기행렬이론 [Queueing Theory]

- 자료구조
- 운영 체제
- 데이터베이스 (Database)
- 소프트웨어공학 (Software Engineering)
- 컴퓨터네트워크
- 네트워크보안 (Network Security)

- 양자역학
- 전자회로
- 디지털공학(디지털회로)
- 전자기학(전자장)
- 확률및통계
- 회로이론(회로망이론,능동회로망)
- 신호 및 시스템
- 컴퓨터구조
- RF시스템공학
- 디지털 멀티미디어 방송
- 마이크로프로세서
- 무선통신공학(Wireless Communication Engineering)

* 무선통신기기(무선통신시스템)
- 이동통신공학(이통통신프로토콜)

* 이동통신 (Mobile Communications)
- 지능제어시스템
- 자동제어(제어공학)

* 현대제어이론
* 최적제어(Optimal Control)
- 비선형제어시스템(Nonlinear Control System)
- 지능제어시스템
- 광전자공학 (Optoelectronic Engineering)
- 컴퓨터통신망
- 데이터통신(네트워킹,데이터통신과네트워킹)

* 멀티미디어통신 (Multimedia Communications)
- 마이크로파공학
- 부호이론

* 코딩이론및구조
* 정보압축공학
- 안테나공학

* 안테나수치해석 (Numerical Method for Antenna)
* 안테나해석 (Antenna Analysis Method)
* 스마트안테나시스템 (Smart Antenna System)
- 임베디드시스템
- 전파공학
- 디지털신호처리(Digital Signal Processing)
- 시스템온칩설계(SoC Design)
- 병렬처리시스템(Parallel Processing System)
- 위성통신공학(Satellite Communication System)
- RFID
- 텔레매틱스
- 광통신

* 광 네트워크 (Optical Networks)
- 필터설계

EMI/EMC(Electormagnetic Interference and Compatibility)
- MIC설계(Microwave Integrated Circuit Design)
- 레이다공학(Radar Engineering)
- 레이저공학(Laser Engineering)
- 로봇공학(Robotics)
- 마이크로스트립회로(Microstrip Circuit)
- 영상신호처리(Image Signal Processing)

* 영상처리시스템
- 음성신호처리(Speech Signal Processing)
- 음향공학(Acoustic Engineering)
- 정보이론(Information Theory)
- 최적화이론(Optimization Theory)

## 통신기술

### 무선 전화 통신
이동통신이란 자동차, 열차, 선박, 항공기 등의 이동하는 물체와 고정된 지점간 또는 이동하는 물체 상호간을 연결하는 통신방식으로, 통상 HF, VHF, UHF 및 SHF대의 전파가 사용되고 있다.
이동통신은 다른 통신 수단에 비하여 여러 특징을 가지는데, 첫째 무선을 사용한다는 점, 둘째 사용가능한 무선주파수가 한정되어 주파수의 이용 효율을 높이는 기술을 요구한다는 점이다.
개인 이동 통신으로 셀 분할 방식의 셀룰러(celluar) 시스템과 위성 이동 통신이 있다. 셀룰러 시스템은 아날로그 방식의 AMPS, TDMA를 거쳐 현재 디지털화된 기술로 현재 한국과 북미에서 주로 사용하는 CDMA 방식과, 그 외 다른 나라에서 사용하는 유럽방식의 GSM이 주로 사용되고 있다. 위성 이동 통신은 미국 모토롤라를 중심으로 한 이리듐(IRIDIUM) 이 1990년대 상용 서비스를 하였으나, 상업적으로는 실패하였다.

### 무선 데이터 통신
- 와이브로
- WiMax
- IEEE 802.11 (Wi-Fi)

## 같이 보기
- 한국전자통신연구원